# Trossingen
Trossingen è una città tedesca di 17 571 abitanti, situato nel land del Baden-Württemberg a 699 m s.l.m. e conosciuto come Musikstadt, "città della musica".

## Geografia fisica
Trossingen si trova sull'altopiano del Baar (compreso tra la Foresta Nera a ovest e il Giura Svevo a est), lo stesso da cui nascono i fiumi Neckar e Danubio. Il clima della regione è rigido, con una temperatura media annuale di 8 gradi. Trossingen è poco distante dal punto più freddo della Germania, nel territorio di Donaueschingen, dove la prima gelata si registra già intorno al 20 settembre. Nello stesso tempo anche il punto più soleggiato del Paese, sul monte Klippeneck, presso Tuttlingen, dista soltanto 15-20 chilometri.

## Cultura

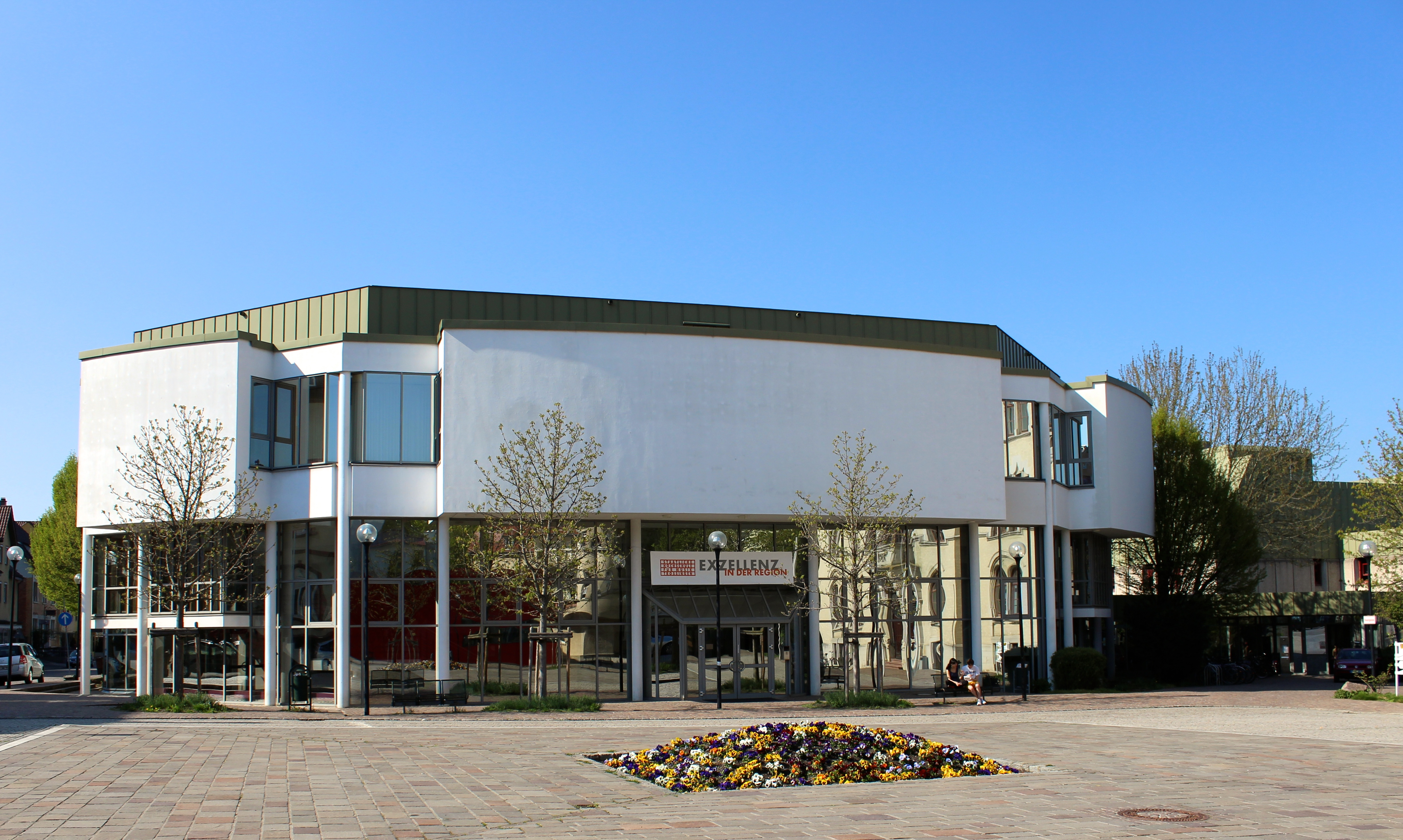
La Musikhochschule (conservatorio) di Trossingen.

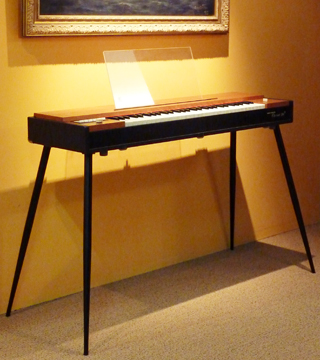
Un Hohner Clavinet D6 per uso domestico.

### Musica
Trossingen è nota nel sud della Germania anche con il nome di Musikstadt, cioè la "città della musica". È infatti sede di un conservatorio dal 1943-1944, quando una parte del conservatorio di Stoccarda fu evacuata per motivi di sicurezza. La Musikhochschule di Trossingen si è guadagnata presto una reputazione ben al di fuori della Germania (oggi è conosciuta pure come "Università della musica") grazie all'alta qualità dell'insegnamento e ai circa 400 eventi, concerti e workshop organizzati ogni anno. Il dipartimento di musica antica è considerato uno dei più validi a livello europeo.
La vocazione musicale di Trossingen risale all'Ottocento ed è legata alla fabbricazione dell'armonica a bocca. Intorno al 1830 Christian Messner, un artigiano locale e musicista dilettante, aveva iniziato a costruire le prime armoniche a bocca copiando un modello proveniente da Vienna, patria dello strumento. L'iniziativa ebbe successo, tanto che una decina d'anni dopo anche suo fratello e altri parenti si misero a produrre armoniche a bocca. Nel 1855 suo nipote Christian Weiß creò un laboratorio più ampio e nel 1857, infine, l'orologiaio Matthias Hohner fondò la fabbrica che ha contribuito in larga misura allo sviluppo successivo dell'armonica a bocca e dell'accordéon moderni, segnando nel contempo anche la storia di Trossingen.
Trossingen è conosciuta inoltre per il Festival di musica blues e occupa indirettamente un posto nella storia della musica leggera perché, durante gli anni 60 e 70, la fabbrica Hohner si dedicò alla produzione di strumenti a tastiera elettromeccanici che hanno trovato largo impiego nel rock e nel funk. I risultati più celebri sono il pianet e soprattutto il clavinet, una sorta di clavicordo elettrico in cui si fondono antico e moderno, usato da Stevie Wonder, Herbie Hancock, John Paul Jones e altri.

### Musei e luoghi di interesse

#### Auberlemuseum
L'Auberlemuseum sulla Marktplatz è un museo di scienze naturali che ospita i resti di dinosauri ritrovati in territorio di Trossingen, ritrovamenti di insediamenti alemanni e una "collezione africana" con una sezione antropologica in cui non potevano mancare gli strumenti musicali.

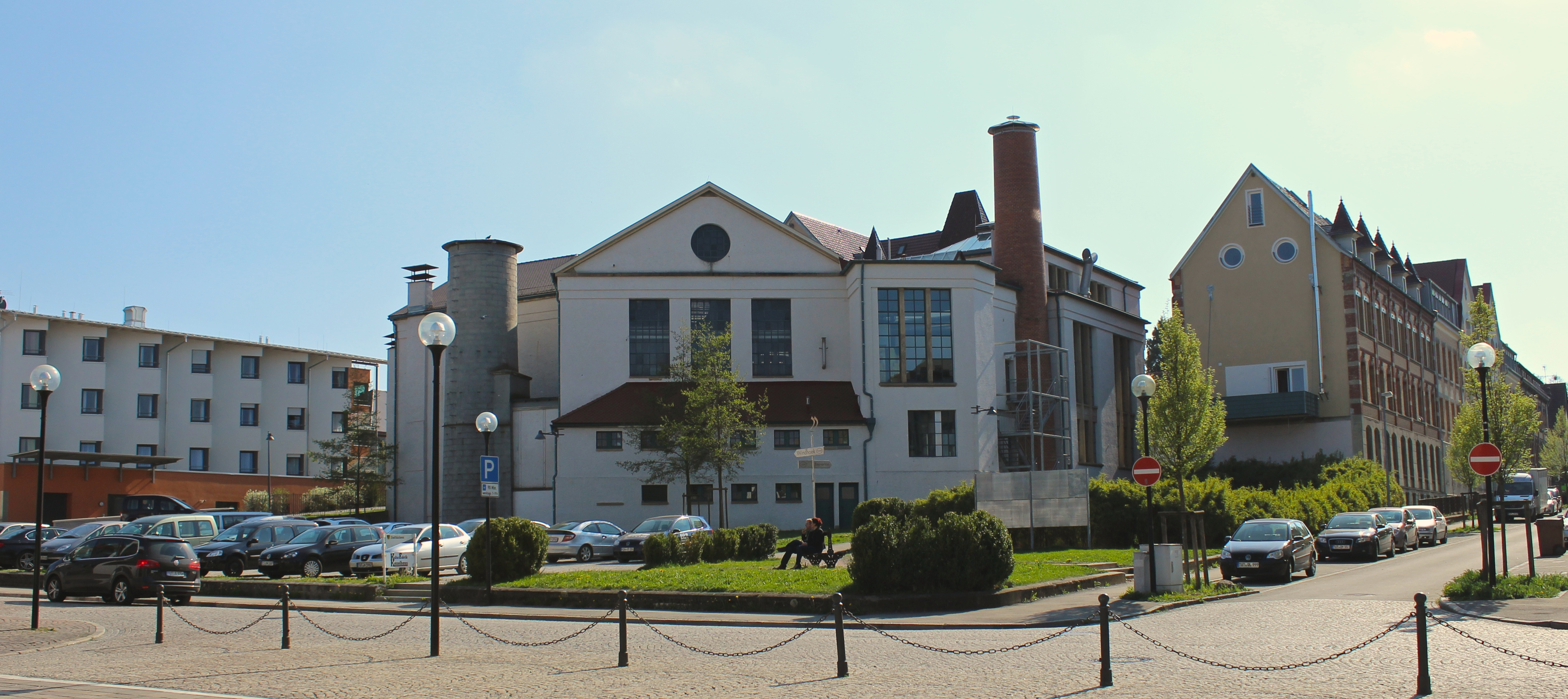
La Kulturfabrik Kesselhaus: in precedenza "sala caldaie" dell'antico stabilimento Hohner, ora è sede di eventi musicali (e altro).

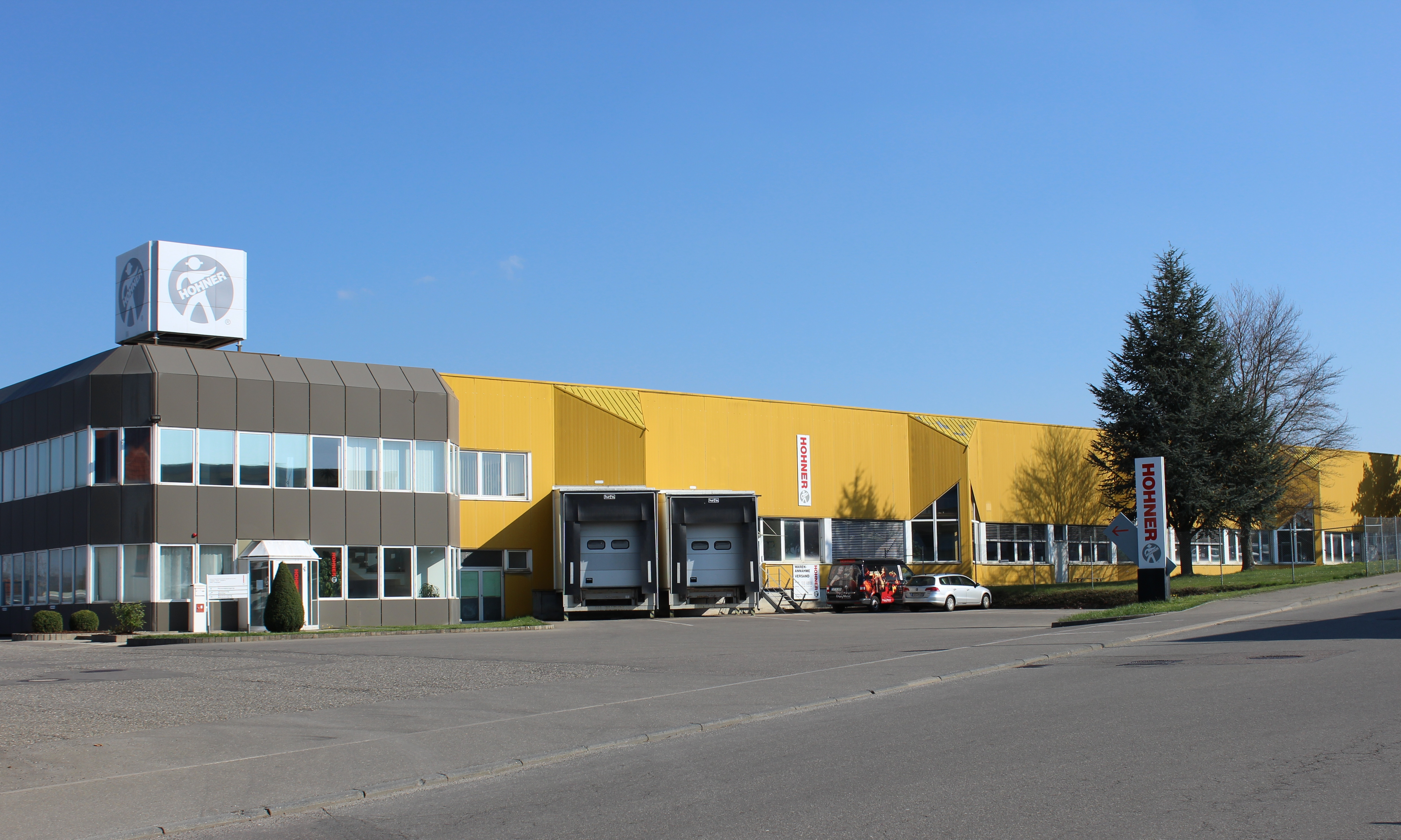
La nuova sede della ditta Hohner nella zona industriale di Trossingen.

#### Deutsches Harmonika Museum
Il Deutsches Harmonika Museum/Collezione Hohner, in Löwenstraße 11, è dedicato alla storia della Matthias Hohner AG, dunque alla storia dell'armonica e della fisarmonica. Il museo gestisce anche il "Bau V", un vasto spazio espositivo nell'ex fabbrica di strumenti musicali.

#### Eisenbahnmuseum
L'Eisenbahnmuseum (museo ferroviario) vicino alla stazione "Trossingen Stadt" ospita una mostra sulla storia unica della "Trossinger Eisenbahn". Ci si può vedere la flotta degli anni 1898, 1902, 1938, 1956 e 1968. La Museumsbahn T1 è una delle più antiche ferrovie elettriche ancora funzionanti al mondo.

#### Hohner Areal
È l'area dell'antico stabilimento Hohner attivo nel centro della città fino al 1995, quando la produzione si è spostata nel nuovo stabilimento nella zona industriale. È uno dei rari casi di archeologia industriale nel campo della produzione di strumenti musicali. Il "Bau V" (si legge "Bau fau") è il complesso più imponente. Era riservato allo stoccaggio e trattamento dei legnami e oggi, dopo un lungo intervento di restauro, ospita studi, appartamenti, un albergo e uno spazio esposizioni gestito dal Deutsches Harmonika Museum, il "Bau V" appunto. Conservata è anche la sala caldaie (Kesselhaus) con le attrezzature originali dell'epoca. Oggi ospita la Kulturfabrik Kesselhaus con una ricca offerta di concerti blues e jazz.

## Società
Nonostante le dimensioni ridotte, per strada a Trossingen si sentono numerose lingue. Si va dal russo parlato dai tanti russi di origine tedesca rientrati in Germania dopo il 1989, all'italiano, francese, spagnolo, cinese, giapponese e coreano degli studenti di musica.

### Evoluzione demografica
| Anno | Popolazione | Anno | Popolazione |
| ---- | ----------- | ---- | ----------- |
| 1816 | 1.665       | 1955 | 8.930       |
| 1880 | 2.649       | 1965 | 10.524      |
| 1890 | 2.951       | 1975 | 12.102      |
| 1900 | 3.681       | 1985 | 11.264      |
| 1910 | 5.146       | 1995 | 14.507      |
| 1927 | 5.794       | 2003 | 15.006      |
| 1935 | 6.285       | 2005 | 15.153      |
| 1945 | 7.483       | 2012 | 15.298      |

### Comunità italiana
La comunità italiana di Trossingen è storicamente numerosa e varia. I primi italiani non sono stati i celebri lavoratori o Gastarbeiter degli anni '50. Si registrano arrivi già per lavorare nella costruzione della ferrovia della Foresta Nera e poi nella fabbricazione di strumenti musicali, attività in cui la manodopera italiana era un tempo ricercata e apprezzata. I più celebri furono Venanzio Morino e Giovanni Gola, cui la collezione Hohner ha dedicato nel 2002 una mostra dal titolo "Morino e Gola - Gli Stradivari della fisarmonica".
In anni recenti si sono stabiliti a Trossingen docenti e studenti di musica, soprattutto presso il dipartimento di musica antica.
Nel circondario di Tuttlingen gli italiani sono attivi in realtà in ogni settore dell'economia e dell'industria, dalla ristorazione alla meccanica di precisione e ai laboratori di attrezzature mediche.

## Curiosità
- La piccola Trossingen è gemellata, assieme a Berlino, con Windhoek, capitale della Namibia. È per questo motivo che ospita un consolato onorario dello stato africano, colonia tedesca dal 1884 al 1915.
- Il progettista di fisarmoniche Venanzio Morino era talmente stimato che la sua firma compare vicino a quella di Hohner su alcuni strumenti degli anni Trenta, come si vede sulla fisarmonica cromatica del 1931 esposta nel Museo Tedesco dell'Armonica.
- La piscina naturale TROASE è una piscina naturale artificiale (Naturbad) che non richiede l'uso di sostanze chimiche. È stata inaugurata il 23 luglio 2005 grazie al lavoro volontario di molti cittadini, che non volevano accettare che Trossingen restasse senza piscina in estate dopo la chiusura di quella vecchia.